# Tilmatura dupontii
Tilmatura dupontii е вид птица от семейство Колиброви (Trochilidae), единствен представител на род Tilmatura.

## Разпространение
Видът е разпространен в Гватемала, Коста Рика, Мексико, Никарагуа, Салвадор и Хондурас.